# Valerij Kamenskij
Valerij Viktorovitj Kamenskij, ryska: Валерий Викторович Каменский, född 18 april 1966 i Voskresensk, Moskva oblast, är en rysk före detta professionell ishockeyspelare och medlem i den exklusiva Trippelguldklubben för spelare som vunnit OS-guld, VM-guld, och Stanley Cup.  

## Karriär
Sin proffskarriär påbörjade han säsongen 1982–83 i det ryska laget Chimik Voskresensk. Senare spelade han även i CSKA Moskva innan han efter Sovjetunionens fall åkte över till Nordamerika och började spela för Quebec Nordiques i NHL säsongen 1991–92. Han spelade tolv säsonger i NHL och spelade förutom i Quebec även i Colorado Avalanche, New York Rangers, Dallas Stars och New Jersey Devils. Han vann Stanley Cup 1996 med Colorado. Under Lockout-säsongen 1994–95 hann han även med 12 matcher i schweiziska HC Ambri-Piotta.
Han spelade i både det sovjetiska och det ryska landslaget. Han spelade i VM, OS och Canada Cup med tre VM-guld och ett OS-guld som främsta meriter.
2003 återvände Kamenskij till Chimik Voskresensk där han avslutade sin karriär säsongen 2004-2005.

## Meriter
- Sovjetisk mästare CSKA Moskva, 1986, 1987, 1988, 1989
- Stanley Cup-mästare 1996
- VM-guld 1986, 1989,1990
- VM-silver 1987
- VM-brons 1991
- Canada Cup tvåa 1987
- OS-guld 1988
- OS-silver 1998

## Klubbar
- Chimik Voskresensk 1982–1985
- CSKA Moskva 1985–1991
- Quebec Nordiques 1991–1995
- HC Ambri-Piotta 1994–95
- Colorado Avalanche 1996–1999
- New York Rangers 1999–2001
- Dallas Stars 2001–02
- New Jersey Devils 2001–02
- Chimik Voskresensk 2003–2005

## Statistik

### Klubbkarriär
| 1982–83    | Chimik Voskresensk | Sovjet     | 5   | 0   | 0   | 0   | 0   | —  | —  | —  | —  | —  |
| 1983–84    | Chimik Voskresensk | Sovjet     | 20  | 2   | 2   | 4   | 6   | —  | —  | —  | —  | —  |
| 1984–85    | Chimik Voskresensk | Sovjet     | 45  | 9   | 3   | 12  | 24  | —  | —  | —  | —  | —  |
| 1985–86    | CSKA Moskva        | Sovjet     | 40  | 15  | 9   | 24  | 8   | —  | —  | —  | —  | —  |
| 1986–87    | CSKA Moskva        | Sovjet     | 37  | 13  | 8   | 21  | 16  | —  | —  | —  | —  | —  |
| 1987–88    | CSKA Moskva        | Sovjet     | 51  | 26  | 20  | 46  | 40  | —  | —  | —  | —  | —  |
| 1988–89    | CSKA Moskva        | Sovjet     | 40  | 18  | 10  | 28  | 30  | —  | —  | —  | —  | —  |
| 1989–90    | CSKA Moskva        | Sovjet     | 45  | 19  | 18  | 37  | 38  | —  | —  | —  | —  | —  |
| 1990–91    | CSKA Moskva        | Sovjet     | 46  | 20  | 26  | 46  | 66  | —  | —  | —  | —  | —  |
| 1991–92    | Quebec Nordiques   | NHL        | 23  | 7   | 14  | 21  | 14  | —  | —  | —  | —  | —  |
| 1992–93    | Quebec Nordiques   | NHL        | 32  | 15  | 22  | 37  | 14  | 6  | 0  | 1  | 1  | 6  |
| 1993–94    | Quebec Nordiques   | NHL        | 76  | 28  | 37  | 65  | 42  | —  | —  | —  | —  | —  |
| 1994–95    | HC Ambri-Piotta    | NL-A       | 12  | 13  | 6   | 19  | 2   | —  | —  | —  | —  | —  |
| 1994–95    | Quebec Nordiques   | NHL        | 40  | 10  | 20  | 30  | 22  | 2  | 1  | 0  | 1  | 0  |
| 1995–96    | Colorado Avalanche | NHL        | 81  | 38  | 47  | 85  | 85  | 22 | 10 | 12 | 22 | 28 |
| 1996–97    | Colorado Avalanche | NHL        | 68  | 28  | 38  | 66  | 38  | 17 | 8  | 14 | 22 | 16 |
| 1997–98    | Colorado Avalanche | NHL        | 75  | 26  | 40  | 66  | 60  | 7  | 2  | 3  | 5  | 18 |
| 1998–99    | Colorado Avalanche | NHL        | 65  | 14  | 30  | 44  | 28  | 10 | 4  | 5  | 9  | 4  |
| 1999–00    | New York Rangers   | NHL        | 58  | 13  | 19  | 32  | 24  | —  | —  | —  | —  | —  |
| 2000–01    | New York Rangers   | NHL        | 65  | 14  | 20  | 34  | 36  | —  | —  | —  | —  | —  |
| 2001–02    | Dallas Stars       | NHL        | 24  | 3   | 6   | 9   | 2   | —  | —  | —  | —  | —  |
| 2001–02    | New Jersey Devils  | NHL        | 30  | 4   | 8   | 12  | 18  | 2  | 0  | 0  | 0  | 0  |
| 2003–04    | Chimik Voskresensk | RSL        | 23  | 5   | 9   | 14  | 53  | —  | —  | —  | —  | —  |
| 2004–05    | Chimik Voskresensk | RSL        | 57  | 17  | 19  | 36  | 59  | —  | —  | —  | —  | —  |
| NHL totalt | NHL totalt         | NHL totalt | 637 | 200 | 301 | 501 | 383 | 66 | 25 | 35 | 60 | 72 |

## Internationellt
| År            | Lag           | Turnering     |               | Matcher | Mål | Assist | Poäng | Utv |
| ------------- | ------------- | ------------- | ------------- | ------- | --- | ------ | ----- | --- |
| 1985          | Sovjetunionen | JVM           | 7             | 2       | 2   | 4      | 8     |     |
| 1986          | Sovjetunionen | JVM           | 7             | 7       | 6   | 13     | 6     |     |
| 1986          | Sovjetunionen | VM            | 9             | 2       | 0   | 2      | 8     |     |
| 1987          | Sovjetunionen | VM            | 10            | 5       | 3   | 8      | 6     |     |
| 1987          | Sovjetunionen | CC            | 9             | 6       | 1   | 7      | 6     |     |
| 1988          | Sovjetunionen | OS            | 8             | 4       | 2   | 6      | 4     |     |
| 1989          | Sovjetunionen | VM            | 10            | 4       | 4   | 8      | 8     |     |
| 1990          | Sovjetunionen | VM            | 10            | 7       | 2   | 9      | 20    |     |
| 1991          | Sovjetunionen | VM            | 10            | 6       | 5   | 11     | 10    |     |
| 1994          | Ryssland      | VM            | 6             | 5       | 5   | 10     | 12    |     |
| 1998          | Ryssland      | OS            | 6             | 1       | 2   | 3      | 0     |     |
| 2000          | Ryssland      | VM            | 6             | 0       | 0   | 0      | 10    |     |
| Junior totalt | Junior totalt | Junior totalt | Junior totalt | 14      | 9   | 8      | 17    | 14  |
| Senior totalt | Senior totalt | Senior totalt | Senior totalt | 84      | 40  | 24     | 64    | 84  |